# Velika nagrada Francije
Velika nagrada Francije (francosko Grand Prix de France) je dirka svetovnega prvenstva Formule 1, ki se je odvijala v več obdobjih, zadnjič med letoma 2018 in 2022.
Avtomobilistično dirkanje se je začelo v Franciji in Velika nagrada Francije je najstarejša dirka za Veliko nagrado, prvič je potekala 26. junija 1906 v organizaciji Automobile Club de France po javnih cestah Le Mansa z udeležbo 32 dirkalnikov.
Prvo evropsko avtomobilistično prvenstvo je bilo organizirano leta 1925 in je vsebovalo še Veliko nagrado Italije, Veliko nagrado Belgije in dirko Indianapolis 500. Velika nagrada Francije je potekala na različnih francoskih dirkališčih, npr. Autodrome de Montlhéry.
Leta 1991 je bila prestavljena z dirkališča Circuit Paul Ricard na dirkališče Circuit de Nevers Magny-Cours, ki je bilo urejeno leta 1989. Prestavitev na dirkališče v redko poseljenem delu osrednje Francije je bil poskus gospodarske stimulacije regije, toda mnogi v Formuli 1 so se pritoževali nad nedostopnostjo dirkališča, ki je oddaljeno približno 250 kilometrov od velikih mest Pariza in Lyona. Dirki v letih 2004 in 2005 sta bili vprašljivi zaradi finančnih težav in dodajanja novih dirk v koledar Formule 1, toda dirka je ostala na tem prizorišču do sezone 2008. Prvotno je bilo načrtovano nadaljevanje v sezoni 2009, vendar do tega ni prišlo ter dirke za Veliko nagrado Francije v naslednjih letih ni bilo.
Po desetletju se je vrnila v sezoni 2018, ko je znova potekala na dirkališču Circuit Paul Ricard, ki je bilo posodobljeno leta 1999. Po koncu sezone 2022 ni bila podaljšana petletna pogodba z organizatorjem ter dirke za Veliko nagrado Francije od sezone 2023 zopet ni.
Najuspešnejši dirkač v zgodovini dirke je Michael Schumacher z osmimi zmagami.

## Zmagovalci Velike nagrade Francije

### Večkratni zmagovalci
| Št. zmag | Dirkač                   | Zmage                                          |
| -------- | ------------------------ | ---------------------------------------------- |
| 8        | Michael Schumacher       | 1994, 1995, 1997, 1998, 2001, 2002, 2004, 2006 |
| 6        | Alain Prost              | 1981, 1983, 1988, 1989, 1990, 1993             |
| 4        | Louis Chiron             | 1931, 1934, 1937, 1947                         |
| 4        | Juan Manuel Fangio       | 1950, 1951, 1954, 1957                         |
| 4        | Nigel Mansell            | 1986, 1987, 1991, 1992                         |
| 3        | Jack Brabham             | 1960, 1966, 1967                               |
| 3        | Jackie Stewart           | 1969, 1971, 1972                               |
| 2        | Christian Lautenschlager | 1908, 1914                                     |
| 2        | Felice Nazzaro           | 1907, 1922                                     |
| 2        | Georges Boillot          | 1912, 1913                                     |
| 2        | Giuseppe Campari         | 1924, 1933                                     |
| 2        | Robert Benoist           | 1925, 1927                                     |
| 2        | William Grover-Williams  | 1928, 1929                                     |
| 2        | Jean-Pierre Wimille      | 1936, 1948                                     |
| 2        | Dan Gurney               | 1962, 1964                                     |
| 2        | Jim Clark                | 1963, 1965                                     |
| 2        | Ronnie Peterson          | 1973, 1974                                     |
| 2        | Mario Andretti           | 1977, 1978                                     |
| 2        | Niki Lauda               | 1975, 1984                                     |
| 2        | Lewis Hamilton           | 2018, 2019                                     |
| 2        | Max Verstappen           | 2021, 2022                                     |

- ^  Robert Benoist si je zmago leta 1925 delil z Albertom Divom.
- ^  Louis Chiron si je zmago leta 1931 delil z Achillom Varzijem.
- ^  Jean-Pierre Wimille si je zmago leta 1936 delil z Raymondom Sommerjem.
- ^  Juan Manuel Fangio si je zmago leta 1951 delil z Luigijem Fagiolijem.

### Zmagovalci po letih
Roza ozadje označuje dirke, ki niso štele za prvenstvo Formule 1, rumeno pa so bile del Evropskega avtomobilističnega prvenstva
| Leto | Dirkač                             | Moštvo                    | Dirkališče        | Poročilo |
| ---- | ---------------------------------- | ------------------------- | ----------------- | -------- |
| 2022 | Max Verstappen                     | Red Bull Racing-RBPT      | Paul Ricard       | Poročilo |
| 2021 | Max Verstappen                     | Red Bull Racing-Honda     | Paul Ricard       | Poročilo |
| 2019 | Lewis Hamilton                     | Mercedes                  | Paul Ricard       | Poročilo |
| 2018 | Lewis Hamilton                     | Mercedes                  | Paul Ricard       | Poročilo |
| 2008 | Felipe Massa                       | Ferrari                   | Magny Cours       | Poročilo |
| 2007 | Kimi Räikkönen                     | Ferrari                   | Magny Cours       | Poročilo |
| 2006 | Michael Schumacher                 | Ferrari                   | Magny Cours       | Poročilo |
| 2005 | Fernando Alonso                    | Renault                   | Magny Cours       | Poročilo |
| 2004 | Michael Schumacher                 | Ferrari                   | Magny Cours       | Poročilo |
| 2003 | Ralf Schumacher                    | Williams-BMW              | Magny Cours       | Poročilo |
| 2002 | Michael Schumacher                 | Ferrari                   | Magny Cours       | Poročilo |
| 2001 | Michael Schumacher                 | Ferrari                   | Magny Cours       | Poročilo |
| 2000 | David Coulthard                    | McLaren-Mercedes          | Magny Cours       | Poročilo |
| 1999 | Heinz-Harald Frentzen              | Jordan-Mugen-Honda        | Magny Cours       | Poročilo |
| 1998 | Michael Schumacher                 | Ferrari                   | Magny Cours       | Poročilo |
| 1997 | Michael Schumacher                 | Ferrari                   | Magny Cours       | Poročilo |
| 1996 | Damon Hill                         | Williams-Renault          | Magny Cours       | Poročilo |
| 1995 | Michael Schumacher                 | Benetton-Renault          | Magny Cours       | Poročilo |
| 1994 | Michael Schumacher                 | Benetton-Ford             | Magny Cours       | Poročilo |
| 1993 | Alain Prost                        | Williams-Renault          | Magny Cours       | Poročilo |
| 1992 | Nigel Mansell                      | Williams-Renault          | Magny Cours       | Poročilo |
| 1991 | Nigel Mansell                      | Williams-Renault          | Magny Cours       | Poročilo |
| 1990 | Alain Prost                        | Ferrari                   | Paul Ricard       | Poročilo |
| 1989 | Alain Prost                        | McLaren-Honda             | Paul Ricard       | Poročilo |
| 1988 | Alain Prost                        | McLaren-Honda             | Paul Ricard       | Poročilo |
| 1987 | Nigel Mansell                      | Williams-Honda            | Paul Ricard       | Poročilo |
| 1986 | Nigel Mansell                      | Williams-Honda            | Paul Ricard       | Poročilo |
| 1985 | Nélson Piquet                      | Brabham-BMW               | Paul Ricard       | Poročilo |
| 1984 | Niki Lauda                         | McLaren-TAG               | Dijon             | Poročilo |
| 1983 | Alain Prost                        | Renault                   | Paul Ricard       | Poročilo |
| 1982 | René Arnoux                        | Renault                   | Paul Ricard       | Poročilo |
| 1981 | Alain Prost                        | Renault                   | Dijon             | Poročilo |
| 1980 | Alan Jones                         | Williams-Ford             | Paul Ricard       | Poročilo |
| 1979 | Jean-Pierre Jabouille              | Renault                   | Dijon             | Poročilo |
| 1978 | Mario Andretti                     | Lotus-Ford                | Paul Ricard       | Poročilo |
| 1977 | Mario Andretti                     | Lotus-Ford                | Dijon             | Poročilo |
| 1976 | James Hunt                         | McLaren-Ford              | Paul Ricard       | Poročilo |
| 1975 | Niki Lauda                         | Ferrari                   | Paul Ricard       | Poročilo |
| 1974 | Ronnie Peterson                    | Lotus-Ford                | Dijon             | Poročilo |
| 1973 | Ronnie Peterson                    | Lotus-Ford                | Paul Ricard       | Poročilo |
| 1972 | Jackie Stewart                     | Tyrrell-Ford              | Charade           | Poročilo |
| 1971 | Jackie Stewart                     | Tyrrell-Ford              | Paul Ricard       | Poročilo |
| 1970 | Jochen Rindt                       | Lotus-Ford                | Charade           | Poročilo |
| 1969 | Jackie Stewart                     | Matra-Ford                | Charade           | Poročilo |
| 1968 | Jacky Ickx                         | Ferrari 312               | Rouen-Les-Essarts | Poročilo |
| 1967 | Jack Brabham                       | Brabham BT24              | Le Mans           | Poročilo |
| 1966 | Jack Brabham                       | Brabham BT19              | Reims             | Poročilo |
| 1965 | Jim Clark                          | Lotus Lotus 25            | Charade           | Poročilo |
| 1964 | Dan Gurney                         | Brabham BT7               | Rouen-Les-Essarts | Poročilo |
| 1963 | Jim Clark                          | Lotus Lotus 25            | Reims             | Poročilo |
| 1962 | Dan Gurney                         | Porsche 804               | Rouen-Les-Essarts | Poročilo |
| 1961 | Giancarlo Baghetti                 | Ferrari Dino 156          | Reims             | Poročilo |
| 1960 | Jack Brabham                       | Cooper-Climax             | Reims             | Poročilo |
| 1959 | Tony Brooks                        | Ferrari Dino 246          | Reims             | Poročilo |
| 1958 | Mike Hawthorn                      | Ferrari Dino 246          | Reims             | Poročilo |
| 1957 | Juan Manuel Fangio                 | Maserati 250F             | Rouen-Les-Essarts | Poročilo |
| 1956 | Peter Collins                      | Ferrari D50A              | Reims             | Poročilo |
| 1954 | Juan Manuel Fangio                 | Mercedes-Benz W196        | Reims             | Poročilo |
| 1953 | Mike Hawthorn                      | Ferrari 500               | Reims             | Poročilo |
| 1952 | Alberto Ascari                     | Ferrari 500               | Rouen-Les-Essarts | Poročilo |
| 1951 | Luigi Fagioli Juan Manuel Fangio   | Alfa Romeo 159            | Reims             | Poročilo |
| 1950 | Juan Manuel Fangio                 | Alfa Romeo 158            | Reims             | Poročilo |
| 1949 | Louis Chiron                       | Talbot-Lago T26C          | Reims             | Poročilo |
| 1948 | Jean-Pierre Wimille                | Alfa Romeo 158            | Reims             | Poročilo |
| 1947 | Louis Chiron                       | Talbot-Lago Monoplace C39 | Lyon-Parilly      | Poročilo |
| 1939 | Hermann Paul Müller                | Auto Union D              | Reims             | Poročilo |
| 1938 | Manfred von Brauchitsch            | Mercedes-Benz W154        | Reims             | Poročilo |
| 1937 | Louis Chiron                       | Talbot T150C              | Montlhéry         | Poročilo |
| 1936 | Jean-Pierre Wimille Raymond Sommer | Bugatti T57G              | Montlhéry         | Poročilo |
| 1935 | Rudolf Caracciola                  | Mercedes-Benz W25         | Montlhéry         | Poročilo |
| 1934 | Louis Chiron                       | Alfa Romeo Tipo B P3      | Montlhéry         | Poročilo |
| 1933 | Giuseppe Campari                   | Maserati 8C-3000          | Montlhéry         | Poročilo |
| 1932 | Tazio Nuvolari                     | Alfa Romeo Tipo B P3      | Montlhéry         | Poročilo |
| 1931 | Louis Chiron Achille Varzi         | Bugatti T51               | Montlhéry         | Poročilo |
| 1930 | Philippe Etancelin                 | Bugatti T35C              | Pau               | Poročilo |
| 1929 | William Grover-Williams            | Bugatti T35B              | Le Mans           | Poročilo |
| 1928 | William Grover-Williams            | Bugatti T35C              | St. Gaudens       | Poročilo |
| 1927 | Robert Benoist                     | Delage 15-S8              | Montlhéry         | Poročilo |
| 1926 | Jules Goux                         | Bugatti T39A              | Miramas           | Poročilo |
| 1925 | Robert Benoist Albert Divo         | Delage 2LCV               | Montlhéry         | Poročilo |
| 1924 | Giuseppe Campari                   | Alfa Romeo P2             | Lyon              | Poročilo |
| 1923 | Henry Segrave                      | Sunbeam                   | Tours             | Poročilo |
| 1922 | Felice Nazzaro                     | Fiat 804                  | Strasbourg        | Poročilo |
| 1921 | Jimmy Murphy                       | Duesenberg                | Le Mans           | Poročilo |
| 1914 | Christian Lautenschlager           | Mercedes 18/100           | Lyon              | Poročilo |
| 1913 | Georges Boillot                    | Peugeot L5                | Amiens            | Poročilo |
| 1912 | Georges Boillot                    | Peugeot L76               | Dieppe            | Poročilo |
| 1908 | Christian Lautenschlager           | Mercedes                  | Dieppe            | Poročilo |
| 1907 | Felice Nazzaro                     | Fiat                      | Dieppe            | Poročilo |
| 1906 | Ferenc Szisz                       | Renault                   | Le Mans           | Poročilo |